# Welstorf
Welstorf ist ein Ortsteil der Stadt Lemgo im Kreis Lippe in Nordrhein-Westfalen.

## Lage
Der Ort liegt etwa acht Kilometer nordwestlich der Lemgoer Stadtmitte im Tal der Ilse.
Welstorf liegt zwischen Talle (zu Kalletal) im Nordosten, dem Lemgoer Ortsteil Matorf-Kirchheide im Süden, dem zu Wüsten gehörenden Weiler Pillenbruch im Westen sowie der Stadt Vlotho bzw. dem Kreis Herford im Norden.

## Geschichte
Ende des 12. Jahrhunderts wurde Welstorf als Weleristincthorp erstmals schriftlich erwähnt. Weitere historisch belegte Namen sind Welderikincthorpe und Welekincthorpe (beide nach 1241), Welsinctorpe (1313), Wellersinctorpe (1333), Welssendorp (1359), Welsentorpe (1402), Volsinctorpe (1475), Wolsendorp (1487), Welsinckdorp (1488, im Landschatzregister), Welsentruppe (1502), Welsintorppe (1507, im Landschatzregister), Welssentroppe (1535, im Landschatzregister), Welsenntrupp (1572, im Landschatzregister), Walsdorp (1579), Welstrup (1590, im Landschatzregister), Welstorff (1615, im Salbuch) sowie Welschtrup (1758).
Bis zur Eingemeindung nach dem Lemgo-Gesetz am 1. Januar 1969 war Welstorf eine selbständige Gemeinde im Kreis Lemgo. Dieser wurde zum 1. Januar 1973 aufgelöst und mit dem Kreis Detmold zum Kreis Lippe zusammengeschlossen.

### Einwohnerentwicklung
| Jahr      | 1860 | 1939 | 1962 | 2006 | 2020 | 2023 |
| Einwohner | 443  | 263  | 395  | 196  | 154  | 167  |
| --------- | ---- | ---- | ---- | ---- | ---- | ---- |